# Годунова Ірина Федорівна
Цариця Ірина Федорівна, по матері Годунова, у чернецтві Олександра (20 березня 1557 (?) — 29 жовтня 1603) — сестра Бориса Годунова і дружина царя Федора Іоанновича І, номінальна правителька на московському престолі після смерті Федора І Івановича і до обрання царем Бориса Годунова з 16 січня по 21 лютого 1598 року.

## Біографія
Про місце її народження відомостей немає. Що ж до дати, то дослідники співвідносять її зі святцями великомучениць Ірини Ілірійської (16 квітня) та Фотинії Самарянки (20 березня) — особових небесних покровительниць Ірини Федорівни. Зокрема історики Федір Успенський та Анна Литвинова вважають, що саме святкування св. Фотинії з великою ймовірністю було днем народження майбутньої цариці.
Ірина була взята в царські палати дитиною у віці семи років і виховувалася там до шлюбу. Таким чином, вона потрапила у палац ще до 1571 року, коли її дядьку Дмитру Івановичу Годунову було надано чин постільничого царя. До повноліття Ірина виховувалася в царських покоях разом з братом Борисом.
У 1575 році Ірина раптом стає дружиною царевича Федора Іоанновича без традиційних оглядин наречених, що є досить дивним для того часу. Наречені були ровесниками. Весіллю активно сприяв дядько Дмитро Іванович Годунов, постільничий царя.
Ірина доглядала за хворим Іваном IV перед його смертю та подбала про те, щоб Годунов, незважаючи на жорстокі нападки з боку бояр, не впав в очах помираючого в немилість.
Цікаво, однак, що княжна Ірина Мстиславська за заповітом Івана IV Грозного призначалася дружиною царя Федора у випадку бездітності Годунової; але в результаті інтриг Годунова вона була викрадена з будинку батька і насильно пострижена в черниці.

### Цариця
Зі смертю Івана IV Грозного в 1584 році і поширенням її чоловіка Федора І стала царицею. Однак вона не змогла народити спадкоємця — єдина дочка Феодосія народилася 29 травня 1592 року і померла ще в дитинстві.
Тим не менш, в суспільно-політичному житті цариця залишалася вельми значущою фігурою. «Ірина Годунова, на відміну від попередніх цариць, відігравала громадську та політичну роль, яка не збігалася з образом жінки, яка проводить велику частину часу в теремі». Вона не тільки приймала іноземних послів, але й брала участь у засіданнях боярської Думи.

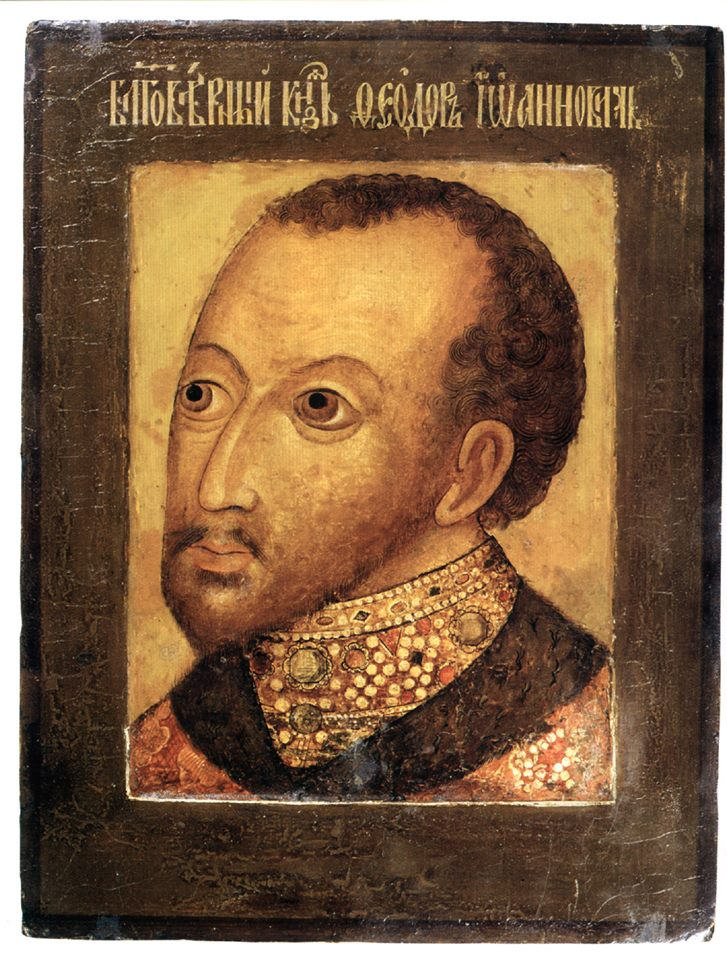
Цар Федір Іоаннович, парсуна

Збереглася низка документів, де поряд з підписом царя Федора несподівано з'являється ім'я цариці Ірини. Вона вела переписку з англійською королевою Єлизаветою І Тюдор (яка іменувала її «люб'язною кровною сестрою») і Патріархом Александрійським, докладала зусилля для визнання Московського патріархату. Вона посилала патріарху дорогі подарунки — і у відповідь у липні 1591 року він надіслав їй частину мощей св. Марії Магдалини («від руки перст») і «вінець царський золотий, з камінням і з перлами».

#### Прийом патріарха
У січні 1589 року Ірина у власній золотій царській палаті прийняла Константинопольського патріарха Єремію ІІ, який прибув до Москви, щоб заснувати в Московії патріаршу кафедру і поставити на неї Іова — першого московського патріарха. Опис цієї події залишив єпископ Арсеній Еласонський, що супроводжував церковного ієрарха в Московію:
Патріарх московський, митрополити, архиєпископи, єпископи та ін. благословляли царицю і говорили їй привітальні промови. Ірина виступила з відповідною промовою. Після цієї «прекрасної і солодкої» мови, за відгуком єпископа Арсенія, цариця, відступивши трохи, стала між своїм чоловіком, царем Федором, і братом Борисом.
Гостей вразив багатий наряд цариці. Арсеній зазначає, що якщо б у нього було і десять мов, то й тоді він не зміг розповісти про всіх бачених їм багатства цариці: «І все це ми бачили власними очима. Найменшої частини цієї пишноти досить було б для прикраси десяти государів». Після обміну промовами боярин Дмитро Іванович Годунов передав обом патріархам подарунки від цариці. Вручаючи дари, він сказав патріарху: «Великий пан, святіший царгородський Єремія і вселенський! Се тобі милостиве жалування царське, так молиш старанно Господа за велику государиню царицю і велику княгиню Ірину і за многоліття великого государя і про їх чадородство».  Патріарх благословив царицю і молився про дарування їй «царської спадщини плоду». Коли завершилася церемонія вручення дарів  іншим учасникам прийому (в тому числі і єпископа Арсенія), цариця, «сумна про своє неплодии», знову звернулася до патріарха і його духовенства з проханням старанніше молитися про дарування їй і царству спадкоємця. Государ Федір Іванович І та цариця Ірина проводили патріархів до дверей Золотої палати, взяли від них ще благословення.

#### Промахи Бориса Годунова
На початку 1585 року Годунов направив кількох довірених осіб до Відня. Переговори з віденським двором були оточені суворою таємницею. «Не розраховуючи на те, що Ірина Годунова збереже трон після смерті чоловіка, Борис таємно запропонував Відні обговорити питання про укладення шлюбу між нею і австрійським принцом і подальший зведенні принца на московський трон. Правитель не бачив інших способів утримати владу. Але затіяне їм сватання завершилося нечуваним скандалом. Цар Федір І одужав, а переговори набули розголосу». Це надзвичайно підкосило положення Бориса, проте він зумів виплутатися з цієї ситуації.
У тому ж році англієць Джером Герсей за дорученням Бориса прислав з Англії на Русь акушерку для допомоги Ірині. «Ще 15 серпня 1585 р. Борис надіслав до Горсею свого конюшого з запискою, в якій просив, щоб лікар прибув „запасшись всім потрібним“. Через Горсея Борис звернувся до кращим англійським медикам за рекомендаціями щодо цариці Ірини, вказуючи, що час свого шлюбу цариця часто бувала вагітна (у своїх записках Герсей написав ці слова кирилицею заради збереження таємниці), але щоразу невдало позбавлялася від тягаря. Герсей консультувався з найкращими лікарями в Оксфорді, Кембриджі і Лондоні. Королеві Єлизаветі агент Годунова оголосив, що цариця Ірина п'ять місяців як вагітна, і просив поспішити з виконанням її прохання.
В кінці березня 1586 р. Герсей отримав від Єлизавети І листи до царя Федора і з початком навігації відплив у Московію. При ньому були королівський медик Роберт Якобі і повивальна бабка». Акушерка була затримана в Вологді. «Але справа набула передчасного розголосу і принесла багато неприємностей Борису. Йому довелося вдатися до хитрощів, щоб не допустити обговорення делікатного питання в Боярської думі. (…) Звернення до „іновірців“ та „єретиків“ привело в шаленство супротивників Бориса, що ревно турбувалися про благочестя і не допускали думки про те, що „єретична дохторица“ (повивальна бабка) може полегшити появу на світ православного царевича».

#### Змова
Хоча позиції Ірини при дворі були надзвичайно сильні, невдачі Бориса надали недоброзичливцям можливість змістити його кращу помічницю. У 1587 році проти Ірини виникає боярська змова.

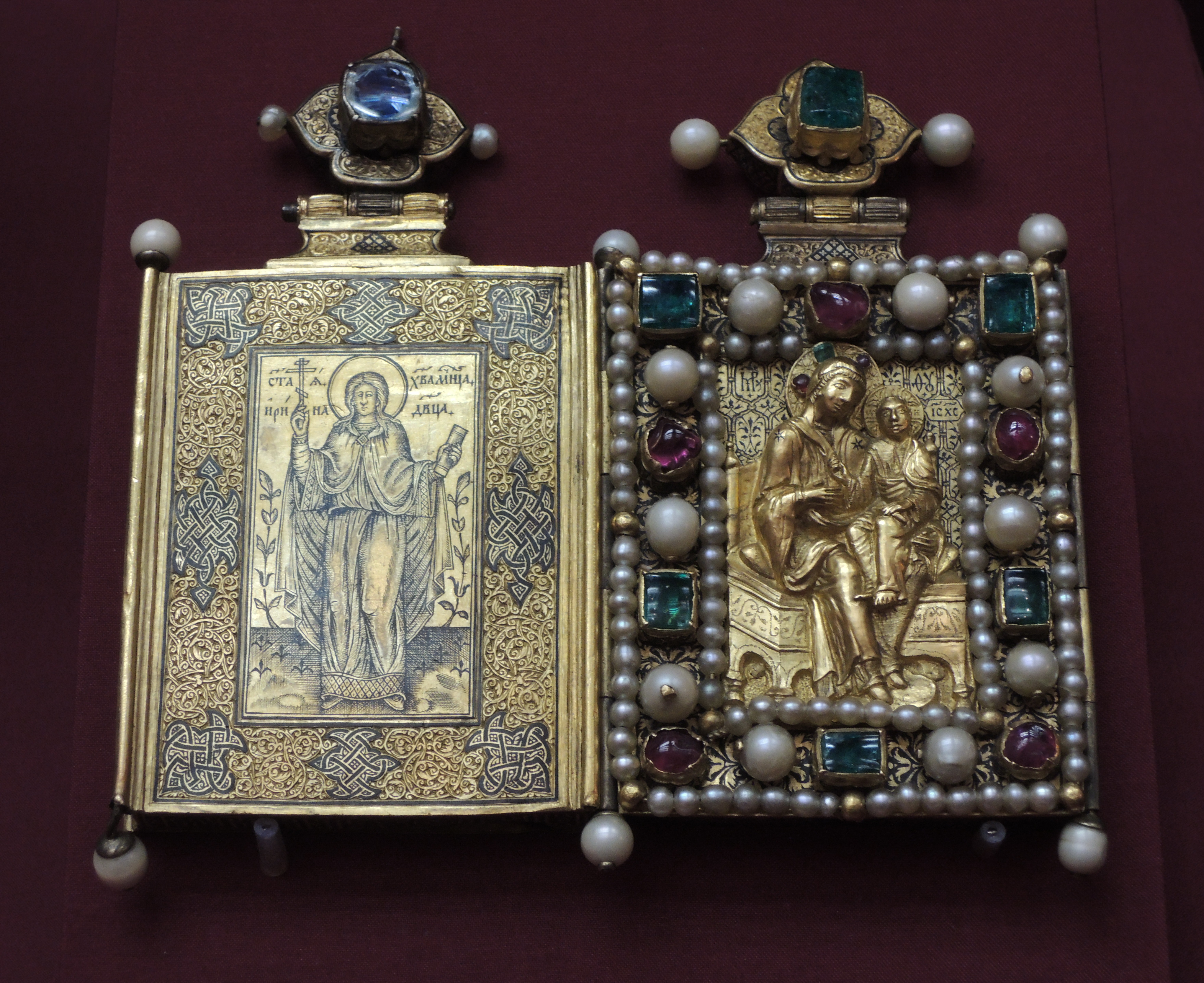
Золотий ларець з зображенням св. Ірини. Виконаний за указом царя Федора Іоанновича І для цариці Ірини в 1589 р.

На чолі з Діонісієм, митрополитом Московським і князем Шуйським змовники хотіли вимагати від царя Федора, щоб він розійшовся з дружиною, як із досі не народившою спадкоємця. Земці з'явилися в палац і подали Федору прохання, «щоб він, государ, чадородія заради другий шлюб прийняв, а першу свою царицю відпустив під чернечий чин». «Прохання було рівнозначне соборному вироку: його підписали регент князь Іван Шуйський і інші члени Боярської думи, митрополит Діонісій, єпископи і вожді посада — гості і торгові люди. Чини вимагали постриження Ірини Годунової, а отже, і видалення Бориса. Виступ земщини мав значний характер». Але Федір рішуче заперечив. 13 жовтня 1586 року митрополит Діонісій був позбавлений сану і засланий в Хутинский монастир у Новгороді. Його «співрозмовника» крутицького архієпископа Варлаама Пушкіна заточили в новгородський Антоніїв монастир, князь Василь Шуйський засланий в Буйгород, у Суздальський Покровський монастир була заслана княгиня Марфа Іванівна Татева.
«Російські письменники XVII ст. намагалися щадити ім'я благочестивої Ірини Годунової. Тим не менш в їх творах також можна знайти натяки про підготовку розлучення. Обізнаний московський дяк Іван Тимофєєв в звичайних для нього туманних виразах оповідає про те, що Борис насильно постригав в монастир дівчат — дочок перших після царя бояр, побоюючись можливості повторного шлюбу Федора: „яко да не понудится якимись цар прийнята єдину від них второбрачием в дружину неплодства заради сестри його“. Обережний дяк не назвав імен „якихось“ осіб, які „квапили“ Федора ко „второбрачию“. Більш того, він промовчав про те, чи існувала загроза „спонукання“ царя до розлучення або „якісь“ особи привели її до виконання».
Нарешті, 29 травня 1592 року народилася їхня єдина дочка Феодосія Федорівна, однак незабаром померла. Під час її народження серед народу ходили чутки, що насправді у Федора народився син, але його підмінив дівчинкою незнатних батьків Борис Годунов. Завдяки цьому під час Смути виникло багато самозванців, які видавали себе за сина царя Федора.
Цар Федір Іванович І помер 7 січня 1598, не залишивши після себе заповіту. В ході виборчої боротьби на Земському соборі виникли різні версії щодо його останньої волі. Офіційна версія, що виходила від Годунових, була такою: «Як значилося в затвердженою грамоті ранній редакції, Федір „вчинив“ після себе на троні дружину Ірину, а Борису „наказав“ царство і свою душу на додачу. Остаточна редакція тієї ж грамоти засвідчував, що цар залишив „на державах“ дружину, а патріарха Іова і Бориса Годунова призначив своїми душоприказниками. Найбільш достовірні джерела оповідають, що патріарх марно нагадував Федору про необхідність назвати ім'я наступника. Цар зазвичай відмовчувався і посилався на волю божу. Майбутнє дружини його турбувало більше, ніж майбутнє трону. За словами очевидців, Федір покарав Ірині „прийняти чернечий образ“ і закінчити життя в монастирі».

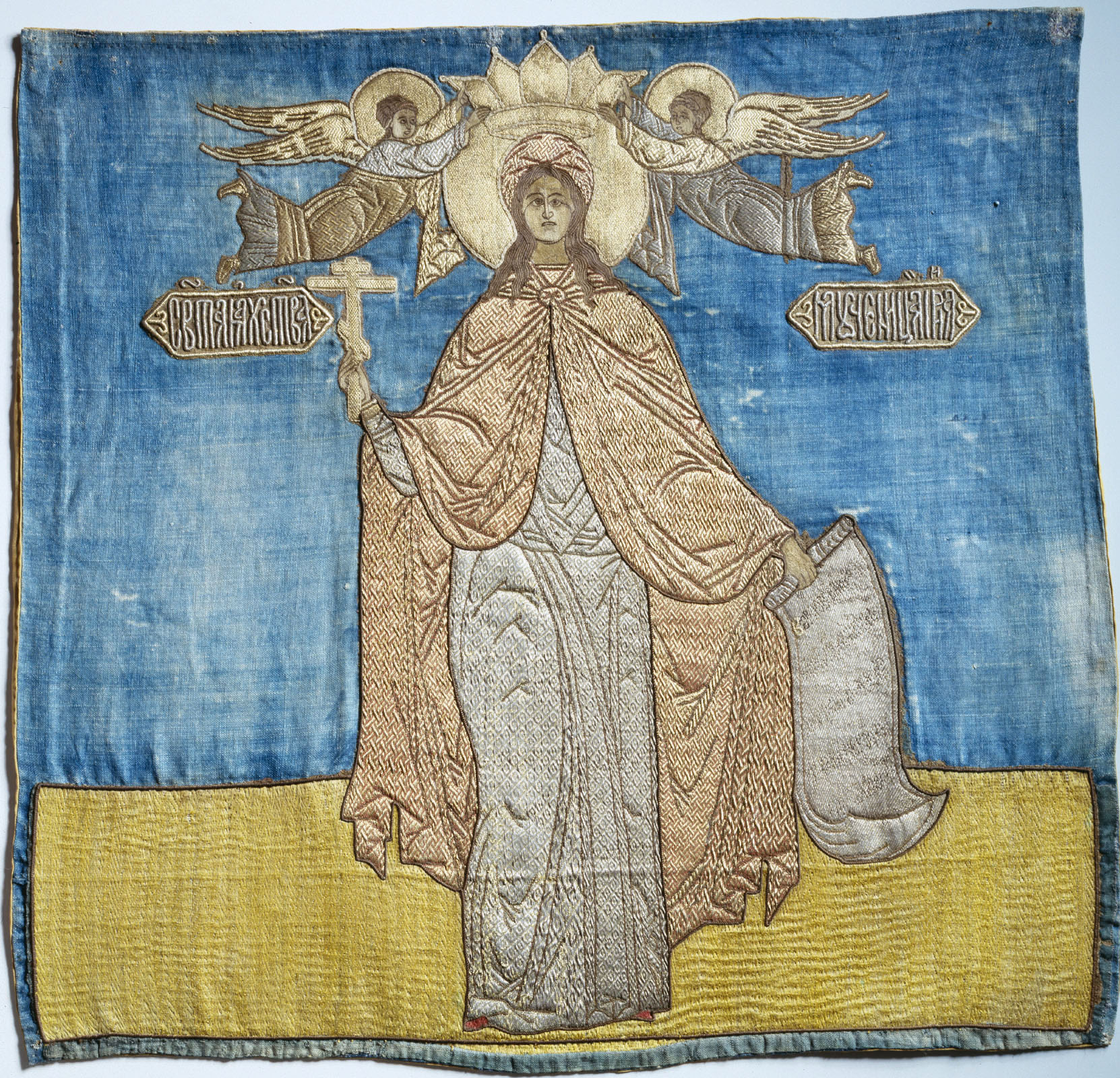
Пелена московського православного шиття, що зображає Св. Мученицю Ірину. Москва. 1598—1604. Майстерня Ірини Годунової. З Кирило-Білозерського монастиря. ГРМ. Спб.

Після смерті Федора І бояри, побоюючись лих міжцарів'я, вирішили присягнути Ірині. Цим шляхом вони збиралися перешкодити вступу на престол Бориса Годунова. «Відданий Борису Іов розіслав по всіх єпархіях наказ цілувати хрест цариці. Оприлюднений в церквах розлогий текст присяги викликав загальне здивування. Підданих змусили принести клятву на вірність патріарху Іову і православній вірі, цариці Ірині, правителю Борису і його дітям. Під виглядом присяги церкві і цариці правитель фактично вимагав присяги собі і своєму спадкоємцю (…) Споконвіку в православних церквах співали „многії літа царям та митрополитам“. Патріарх Йов не посоромився порушити традицію і ввів богослужіння в честь вдови Федора.. Але ревнителі благочестя, і серед них дяк Іван Тимофєєв, затаврували його старання, як „безсоромність“ і „напад на святу церкву“».
Однак самостійне правління цариці не заладилося з перших днів. Вже через тиждень після смерті чоловіка вона оголосила про рішення постригтися. У день зречення в Кремлі зібрався народ. Офіційні джерела пізніше писали, ніби натовп слізно просив вдову залишитися на царстві. Реально настрої народу вселяли тривогу владі. Голландець Ісаак Маса підкреслював, що зречення Годунової мало вимушений характер: «Простий народ, завжди в цій країні готовий до хвилювання, у безлічі стовпилився біля Кремля, шумів і викликав царицю». «Щоб уникнути великого нещастя і обурення», Ірина вийшла на Червоний ґанок і оголосила про намір постригтися. Австрієць Михайло Шіль пише, що взявши слово після сестри, Борис заявив, що бере на себе управління державою, а князі та бояри будуть йому помічниками.
На дев'ятий день після смерті чоловіка, 15 січня, Ірина пішла в Новодівочий монастир і постриглася там, прийнявши ім'я черниці Олександри — і таким чином звільнивши дорогу братові: «…Ірина Федорівна всеа Русі після государя царя і великого князя Федора Івановича всеа Русі, залишивши Російське царство Московське, і поїхала з Москви в Новодевичей манастырь». (Аж до обрання Бориса царем боярська дума видавала укази від імені «цариці Олександри».)

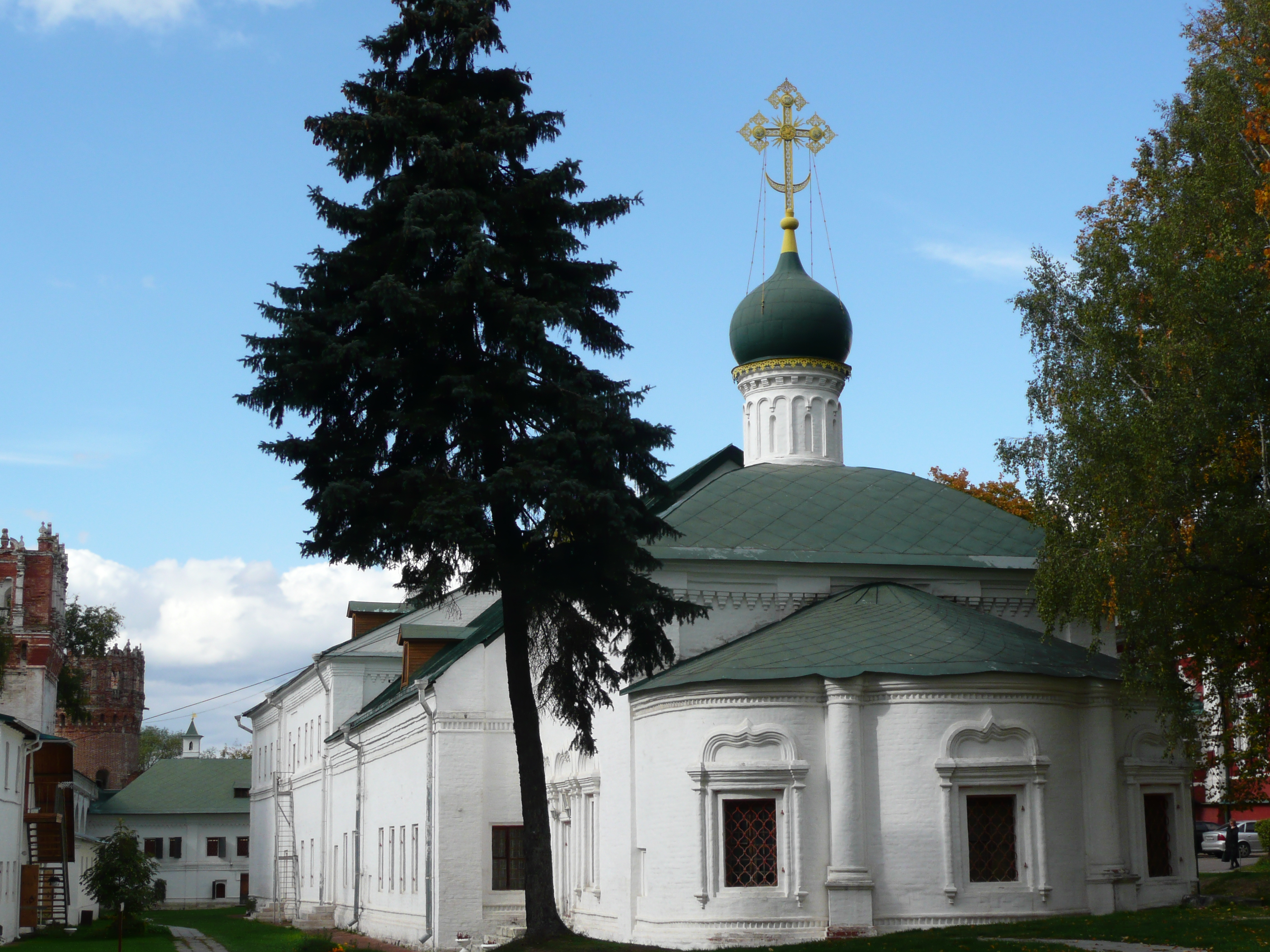
Іринині палати в Новодівичому монастирі

Перед виборами нового царя хода прохачів від населення вирушила до Новодівичого монастиря, де перебував Борис, який супроводжував Ірину; де «правильно сагіторований» натовп переконувала його прийняти корону, він же вередував. Перед виборами «Ірина вела агітацію за брата серед духовенства, бояр, купецтва, простого люду. Є свідчення про те, що Годунови нерідко вдавалися до підкупу. Так, за даними П. Петрея, Ірина „добре пам'ятала, що куди подається більшість, туди потягнуться й інші… Великими подарунками вона таємно схилила полковників і капітанів, щоб вони вмовили підлеглих собі воїнів подавати голоси в користь брата“»
Ірина благословила брата на царство 21 лютого 1598 р. Земський собор 17 (27) лютого 1598 року обрав Бориса.
Померла вона через 5 років в 1603 року в монастирі, за 2 роки до смерті брата.

#### Поховання
Як і всі цариці, була похована у Вознесенському монастирі московського Кремля. У 1929—1931 рр. поховання були розорені при його знищенні, силами співробітників перенесені в Архангельський собор, а потім у підземну палату поруч з ним. «На старих планах Вознесенського собору та його некрополя, опублікованих в кінці XIX століття , поховання цариці Ірини зазначено номером 16 у південно-західному куті храму. Над її могилою розміщувався пам'ятник, аналогічний тим, що і сьогодні можна побачити в чоловічому храмі-усипальниці, в Архангельському соборі Кремля — некрополі московських великих князів і царів. Ірину Федорівну поховали в білокам'яному, виготовленому з моноліту саркофазі, що має антропоморфну форму — напівкругле наголов'я і плічка. Написи-епітафії на кришці труни не було (…) в чому, можливо, проявився акт смирення і приниження, властивий чернецтву».
Залишки поховального інвентарю з саркофага, відносяться до чернечого одяганню, як і фрагменти чорної вовняної схими. На головний убір цариці був нашитий широкий рівнокінцевий хрест з тасьми, який добре зберігся. У саркофазі знайшли уламки скляного посуду, основну частину якого вийняли з труни ще в 1929 році.
Повторний розтин поховання Ірини Годунової проведено в 2001 році. У ньому брала участь велика група дослідників. «Стан скелета цариці — одного з найважливіших об'єктів дослідження — виявилося задовільним. Його вивчення показало, що якесь захворювання, яким страждала Ірина, можливо спадкове, призвело до значної патології кісткових тканин, що позначилося на опорно-руховому апараті цієї ще не старої жінки. В останні роки життя, мабуть, їй було важко ходити. Загостренню хвороби, можливо, сприяли і важкі умови життя в монастирі — холодні кам'яні палати, аскетизм чернечого буття. Патологія в області тазу вплинула на здатність виношувати дітей».
Відновлення за черепом її зовнішнього вигляду виконано московським експертом-криміналістом С. А. Нікітіним. (Чернечий головний убір відтворений навігації Особового літописного зводу XVI століття).
«Вдалося провести рентгено-флюоресцентний аналіз (РФА) шматочка її мозку, виявленого в черепі при підготовці до реконструкції портрета (дослідник — кандидат хімічних наук E. В. Александровська). Аналіз встановив підвищений вміст в мозку цариці (у порівнянні з середнім, фоновим, спостережуваними в наш час) деяких металів — заліза, міді, свинцю і мінералів, ртуті, миш'яку (…) З найбільш шкідливих речовин особливо підвищений вміст свинцю (у 80 разів), ртуті (у 10 разів) та миш'яку (у 4 рази). Пояснити це можна, швидше за все, тим, що Ірини Годунової доводилося довго лікуватися мазями — ртутними, свинцевими і іншими. Такий висновок підтверджує і рентгено-флюоресцентний аналіз кісткової тканини з поховання цариці Ірини».

## Відносини з Церквою

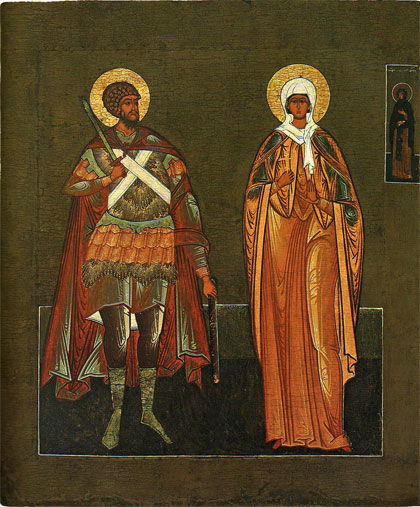
Феодор Стратилат і свята великомучениця Ірина. На полях — преподобномучениця Феодосія. 1592—1594

- Відомі багаті вклади, зроблені в Троїце-Сергієв монастир за царську дочку Феодосію, з самої цариці Ірині (Олександрі). Так, у 1593 році «вересня в 26 день государ цар і великий князь Федір Іванович всієї Русі завітав за своєю царівною і великій княжні Феодосье вкладу 500 рубльов».
- В цей період на Русі набула поширення подвійна ікона «Феодор Стратилат і великомучениця Ірина». Поширення цих ікон пов'язано з тим, що ці мученики були тезоіменитими святими царя і цариці. По всій Московії побудовані численні церкви на честь святих Феодора та Ірини, а також відкриті бокові вівтарі в храмах[12].
- Був обдарований Щедро Троїце-Сергієв монастир, який був місцем царського паломництва (так званий «Троїцький хід»). Після того, як у 1585 році був побудований Успенський собор, за наказом царя у 1585—1586 роках були розгорнуті активні роботи по художньому оформленню храму. У монастирському храмі Успіння був заснований приділ святих Феодора та Ірини, і для нього були написані ікони. У період 1580-1590-х років за велінням царського подружжя було створено велику кількість християнських пам'ятників, пов'язаних з ім'ям Феодора Стратилата. Звертає на себе увагу добірка творів, вишитих в царицинської «світлиці» Ірини Годунової. У 1592 році був створений шитий іконостас, в якому був виконаний значний за розмірами парний образ святих, який зберігається в Державному Ермітажі. Крім того, в Ермітажі зберігається пелена , датована кінцем XVI століття, на якій зображена великомучениця Ірина. Ця пелена призначалася для влаштованої на честь патрональной святий надбрамної церкви в Кирило-Білозерському монастирі, в стінах якого народився батько Федора Іван Грозний. Коли наприкінці травня 1592 року народилася дочка Феодосія, царська подружжя розіслала ще більш щедрі подарунки. Адресатами цих «милостинею» стали не тільки московські монастирі і церкви, але і православні монастирі Палестини. . Ікони, написані в цей період, включали додатково до згадуваним святим, образ преподобномучениці Феодосії Константинопольської, який зазвичай писався на полях.

## Володіння
- Кремль, Золота палата цариці. В 1580-х роках палата перебудовується під парадний приймальний зал цариці Ірини, при цьому вона отримала багату обробку.
- Новодівочий монастир: Іринині палати (Палати цариці Ірини Годунової з Амвросійською церквою)
- Царицино — вотчина цариці Ірини Годунової[13].

## Цікаві факти
- Ім'я Ірини і її чоловіка увічнено в пам'ятному написі на стволі Цар-гармати, відлитої в 1586 році.